# Ben Langmaid
Benjamin Langmaid (* 26. März 1909 in Salem, Massachusetts; † 22. August 1938 in Sherborn, Massachusetts) war ein US-amerikanischer Eishockeyspieler.

## Karriere
Langmaid war als Mannschaftskapitän Mitglied der Massachusetts Rangers, die das Team USA bei der Weltmeisterschaft 1933 vertraten. Langmaid, der vielseitig einsetzbar war – er spielte als Verteidiger und als  Stürmer – erzielte im Turnierverlauf drei Tore und zwei Torvorlagen und wurde nach einem Finalsieg gegen Kanada Weltmeister.
Während Studienzeiten spielte er für das Eishockey- und Footballteam des Williams College und war dort deren Mannschaftskapitän.
Langmaid, der englischer Herkunft war, wurde am 23. August 1938 tot in seinem Auto gefunden, nachdem er sich tags zuvor mit einem Gewehr erschossen hatte.

## Erfolge und Auszeichnungen
- 1933 Goldmedaille bei der Weltmeisterschaft